# 特丽娜·杰克逊
特丽娜·杰克逊（英語：Trina Jackson，1977年2月16日—），美国女子游泳运动员，主攻自由泳。她曾代表美国参加1996年夏季奥林匹克运动会游泳比赛，获得女子4×200米自由泳接力金牌。